# Meles leucurus
Meles leucurus är en däggdjursart som först beskrevs av Hodgson 1847.  Meles leucurus ingår i släktet Meles och familjen mårddjur.

## Utseende
Arten liknar den europeiska grävlingen i utseende. Pälsen på ovansidan är allmänt silvergrå men det finns en del variationer över artens utbredningsområde. På det vita ansiktet finns två breda strimmor i mörkbrun eller svart från nosen över ögonen till hjässan. Djuret har korta extremiteter och vid fötterna finns kraftiga klor. Vikten ligger mellan 3,5 och 9 kg och varierar likaså mellan olika populationer och årstider. Hela kroppslängden är 50 till 80 cm inklusive en 13 till 20 cm lång svans.

## Utbredning och habitat
Utbredningsområdet sträcker sig ungefär från Uralbergen österut över sydöstra Ryssland, Mongoliet, Koreahalvön, Kazakstan och större delar av Kina. Habitatet utgörs främst av skogar med flera skogsdungar samt av buskmarker, stäpper och halvöknar. Meles leucurus hittas även i delvis urbaniserade regioner.

## Ekologi
Denna grävling har liksom sin europeiska släkting en gryt. Den är främst aktiv på natten och livnär sig av många olika ämnen. Meles leucurus äter bland annat daggmaskar, insekter och mindre ryggradsdjur samt nötter, bär och andra växtdelar. Individerna lever antingen ensam eller som föräldrapar med ungar. Grytet består ofta av flera tunnlar med många ingångar. I kalla delar av utbredningsområdet går individerna i ide.
Honor kan para sig hela året men födelsen sker bara under våren (januari till mars). Det beror på en fördröjd utveckling av det befruktade ägget. Per kull föds en till fem ungar som blir efter 12 till 15 månader könsmogna.
Livslängden i naturen kan vara 15 år men vanligen blir individerna inte äldre än 10 år. I fångenskap kan de bli 19 år gamla.

## Status och hot
Ungdjur faller ibland offer för lodjur, varg och järv men annars har denna grävling inga naturliga fiender.
I Ryssland, Mongoliet och Kina pågår kvoterad jakt på arten och en viss del tjuvjakt finns också. Trots detta är Meles leucurus inte sällsynt och den listas av IUCN som livskraftig (LC).

## Underarter
Arten delas in i följande underarter:
- M. l. leucurus
- M. l. amurensis
- M. l. arenarius
- M. l. blanfordi
- M. l. sibiricus
- M. l. tianschanensis